# Aeroporto Internacional de Don Mueang
O Aeroporto Internacional de Don Mueang é um aeroporto localizado na cidade de Bangkok, capital da Tailândia.
É o segundo mais movimentado do país, atrás de Suvarnabhumi, com um tráfego de passageiros no ano de 2008 de 38.746.772 pessoas, sendo o 19º mais movimentado do mundo.